# Rio Grande (Rio Grande do Sul)
Rio Grande è un comune del Brasile nello Stato del Rio Grande do Sul, parte della mesoregione del Sudeste Rio-Grandense e della microregione del Litoral Lagunar.
Situata all'estremo sud del Rio Grande do Sul, è posta tra la Lagoa Mirim, la Lagoa dos Patos e l'oceano Atlantico. Fondata nel 1737 è la città più antica dello Stato. Rio Grande è un importante centro industriale e commerciale e dispone del porto marittimo più importante dello stato e uno dei più grandi di tutto il Brasile.

## Geografia
Rio Grande sorge all'estremità meridionale della Lagôa dos Patos, all'imbocco del canale che porta all'Atlantico.

## Storia
La città è stata fondata il 19 febbraio 1737, data che segna anche l'inizio della colonizzazione portoghese del Rio Grande do Sul. La fondazione fu diretta dal capitano José da Silva Paes, comandante della spedizione militare portoghese incaricata di assicurare la presa di possesso, per la corona portoghese, del territorio compreso tra Laguna, fino a quel momento il limite della presenza portoghese nel sud di Santa Catarina, e Colonia del Sacramento, di fronte a Buenos Aires.
Silva Paes, stabilendosi a Barra do Rio Grande, fondò subito la guarnigione del Rio Grande ed eresse il Forte Jesus, Maria, José che diede vita al primo insediamento nel Rio Grande do Sul. Di questa fortificazione rimangono solo poche vestigia. Nel 1750 il forte venne popolato con coloni provenienti dalle Azzorre e da Madeira. L'anno seguente l'insediamento, chiamato Rio Grande de São Pedro ottenne il riconoscimento dello status di villaggio. 
Nel 1760 Rio Grande de São Pedro, precedentemente governato da Santa Catarina, divenne sede di una propria capitanìa. Dal 1763 al 1776 fu occupata dagli spagnoli finché, il 2 aprile 1776, fu definitivamente riconquistato dai portoghesi del generale Rafael Pinto Bandeira. Tuttavia, quando la fortezza fu presa dalle truppe spagnole, molte famiglie fuggirono a Viamão e fondarono attorno al suo porto la città di Porto Alegre.
Durante la guerra dei Farrapos Rio Grande ottenne lo status di città e la capitale della provincia allo stesso tempo. Nel 1835 il generale rivoluzionario Bento Gonçalves da Silva costrinse Antônio Rodrigues Fernandes Braga, presidente della provincia, a fuggire da Porto Alegre verso Rio Grande. La città rimase la sede del governo della provincia fino alla fine della rivoluzione nel 1845.

## Sport
Le due principali società calcistiche cittadine sono l'SC Rio Grande e l'SC São Paulo. Fondato nel 1900, il Rio Grande è la più antico club brasiliano ancora in attività.